# Inaugurace Joea Bidena
Inaugurace Joea Bidena, nastupujícího 46. prezidenta Spojených států amerických, zahájila ve středu 20. ledna 2021 jeho čtyřleté funkční období.
Veřejný obřad inaugurace se konal před budovou Kapitolu Spojených států ve Washingtonu, D.C. Událost byla 59. inaugurací amerického prezidenta. Probíhala současně s inaugurací Kamaly Harrisové do funkce viceprezidentky Spojených států amerických.
Končící prezident Donald Trump se inaugurace nezúčastnil. Mezi přítomnými byli končící viceprezident Mike Pence, bývalí prezidenti George W. Bush, Bill Clinton a Barack Obama se svými manželkami Laurou Bushovou, Hillary Clintonovou a Michelle Obamovou. Pozváni byli i bývalý prezident Jimmy Carter a první dáma Rosalynn Carterová, kteří se ceremoniálu nezúčastnili.
Kvůli pandemii covidu-19 ve Spojených státech se události nemohlo zúčastnit mnoho lidí. Přítomní museli mít nasazené roušky, dodržovat rozestupy a před obřadem pravděpodobně podstoupili změření teploty.
Obřad uvedla senátorka Amy Klobucharová, ceremoniářem byl senátor Roy Blunt. Během obřadu zazpívali Lady Gaga,  Jennifer Lopez a Garth Brooks, inaugurační báseň napsala a přednesla básnířka Amanda Gormanová. Úvodní modlitbu pronesl jezuita Leo J. O'Donovan, závěrečné požehnání metodistický pastor Silvester Beaman. Joe Biden přísahal na velkou bibli, kterou jeho rodina vlastní od roku 1893, zatímco Kamala Harrisová přísahala na dvě bible – jedna patří její přítelkyni Regině Sheltonové a druhá patřila soudci Thurgoodu Marshallovi. 

## Bezpečnostní opatření po útoku na Kapitol
Po útoku na Kapitol Spojených států se rozhodlo o přísných bezpečnostních opatřeních. Na akci je velmi omezený počet vydaných lístků, ty však dostali jen nejvyšší zákonodárci. 48 hodin před inaugurací byly uzavřeny čtyři velké mosty přes řeku Potomac. Facebook zakázal svolávat akce v blízkosti inaugurace. Ulice v okolí Kapitolu byly uzavřené, stejně tak jako celý park až od Washingtonova monumentu. Vstup do blízkosti místa inaugurace byl vyhrazen jen dopředu vybraným akreditovaným novinářům, i ti však byli od pódia až skoro půl kilometru.
Původně měl na inauguraci Joe Biden přijet, jakožto velký fanoušek vlaků, vlakem Amtrak. Tato akce byla následně zrušena.
Na akci dohlíželo několik tisíc vojáků a příslušníků ozbrojených složek, celkem více než kdy bylo v bojích na Blízkém východě.

## Galerie

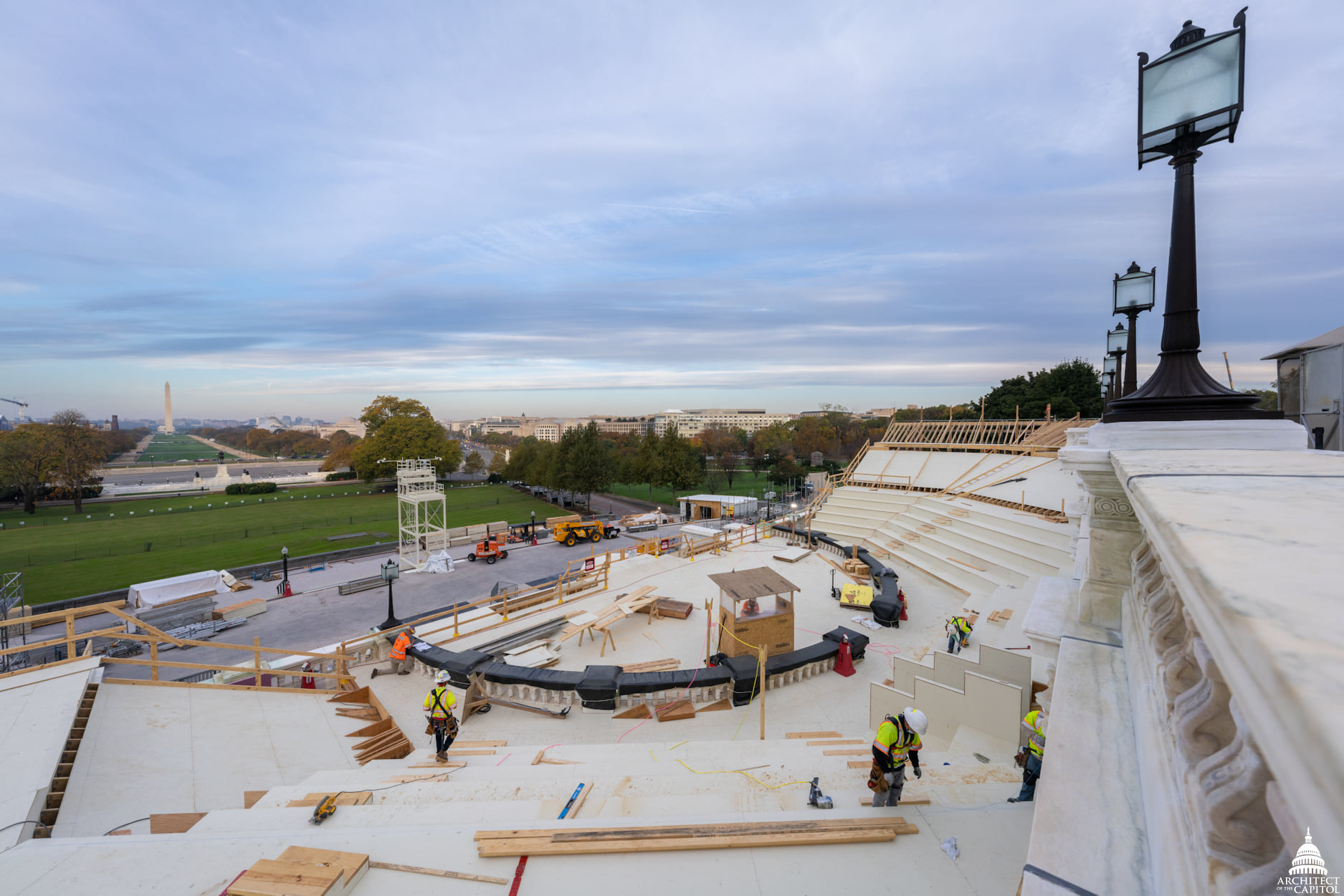
Přípravy na inauguraci před Kapitolem
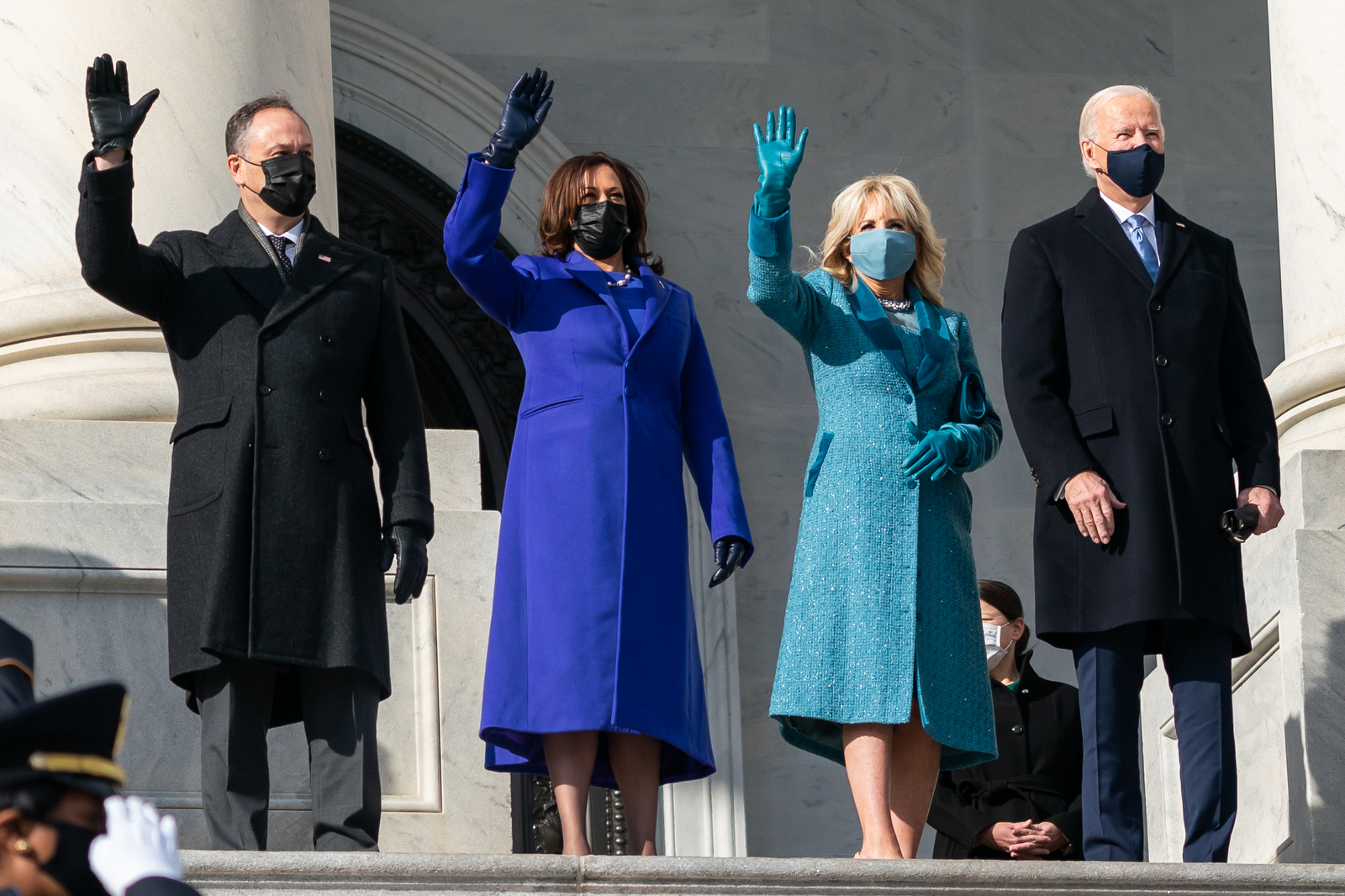
Zleva Douglas Emhoff, Kamala Harrisová, Jill Bidenová a Joe Biden před inaugurací
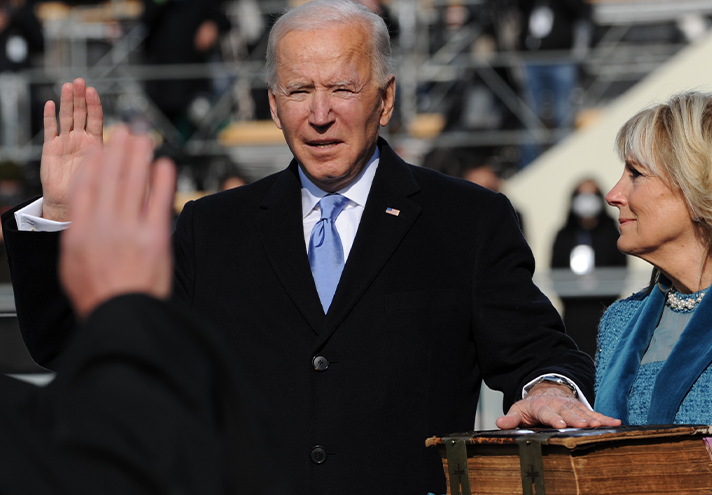
Joe Biden skládá přísahu
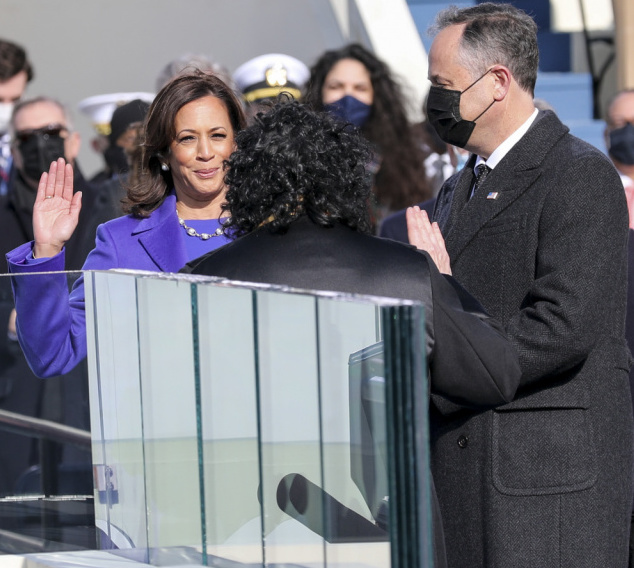
Kamala Harrisová skládá přísahu
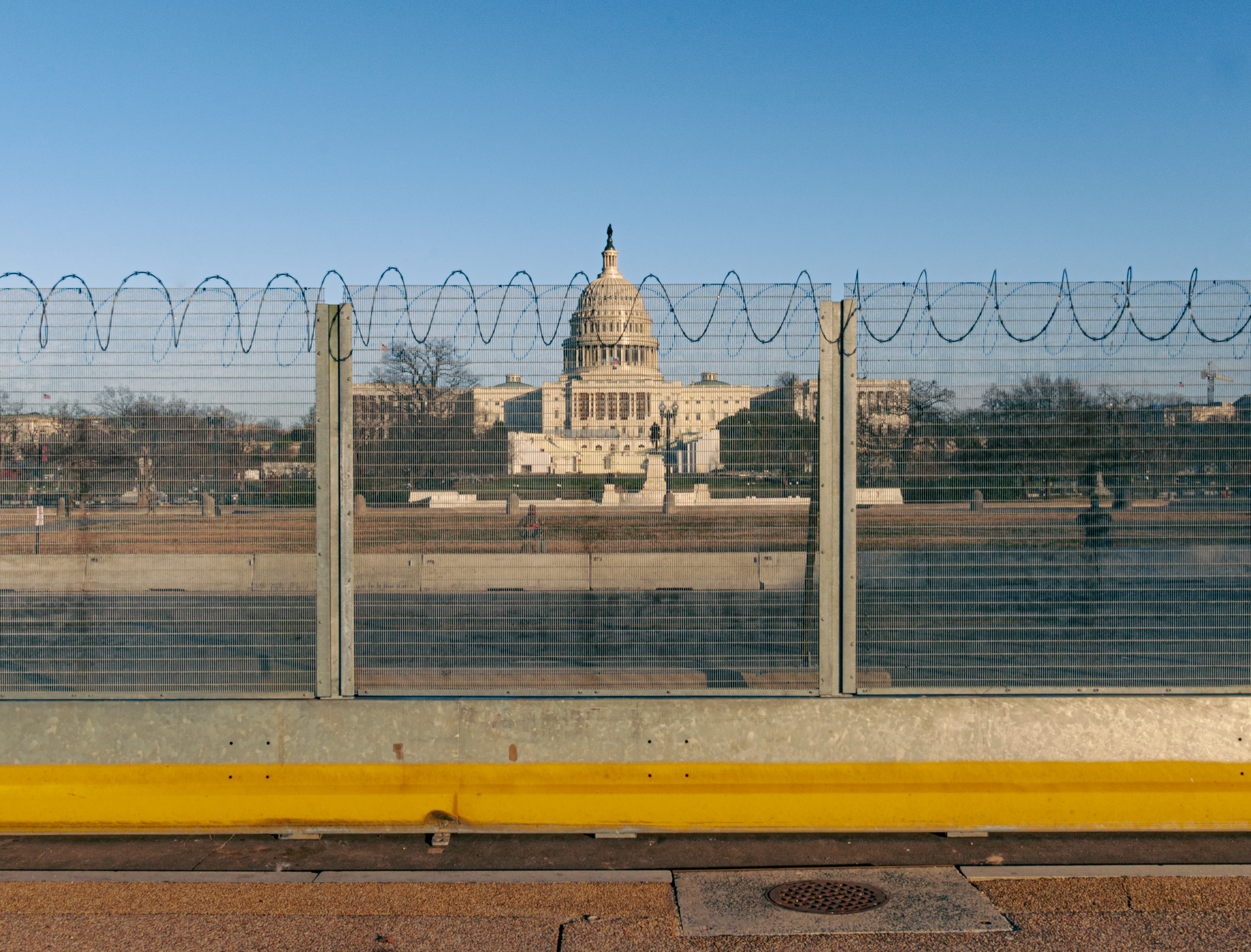
Bariéry západně od Kapitolu dva dny po inauguraci